# متعدد وجوه كبلر وبوانسو

متعددات وجوه كِبلَر وبوانسو، من اليمين إلى اليسار: اثنا عشري وجوه مستنجم صغير واثنا عشري وجوه مستنجم عظيم وعشروني وجوه عظيم واثنا عشري وجوه عظيم.

في الهندسة الرياضية، متعدد وجوه كِبْلر وبوانسو (بالإنجليزية: Kepler-Poinsot polyhedron) واحد من أربع متعددات وجوه نجمية منتظمة.
يمكن إنشاء هذه المتعددات باستنجام متعدِّدَي الوجوه المنتظَمين المُحدَّبين: اثنا عشري الوجوه وعشروني الوجوه، وتختلف متعددات كِبْلر وبوانسو عن المتعدِدَين المحدَّبين بأن لوجوهها تشكيلة رؤوسها على هيئة نجمات خماسية منتظمة.
يُنظر إلى متعدد وجوه كبلر وبوانسو على أنه تمثيل ثلاثي الأبعاد لنجمة خماسية.

## الخواص

إنشاء اثنا عشري الوجوه المستنجَم العظيم من اثنا عشري وجوه منتظم بعمليتي الاستنجام والتعظيم.

متعددات وجوه كبلر وبوانسو هي متعددات وجوه متعددات وجوه نجمية منتظمة تُنشأ انطلاقًا من اثنا عشري وجوه منتظم وعشروني وجوه منتظم بعملية تُسمَّى الاستنجام، ينتج عنها 4 مُتعددات وجوه:
- اثنا عشري الوجوه المُستنجَم الصغير[الإنجليزية]: يُنشأ من اثنا عشري وجوه منتظم، بلصق هرم مُخمَّس مُنتظَم على كل وجوه من وجوه الاثنا عشري.[3] لهذا المُتعدِّد سطحُ اثنا عشري الوجوه المخموسة[الإنجليزية] نفسه طوبولوجيًا.
- اثنا عشري الوجوه العظيم[الإنجليزية]: يُنشأ اثنا عشري وجوه مستنجم صغير بإضافة 30 إسفينًا بين الأهرام.[4] يُمكن أيضًا إنشاء هذا المتعدد بالويجهة عشروني وجوه منتظم من غير تبديل الرؤوس أو إنشاء رؤوسٍ جديدة.[5]
- اثنا عشري الوجوه المُستنجَم العظيم[الإنجليزية]: يُنشَأ من اثنا عشري وجوه عظيم بلصق 20 ثنائي هرم مثلث غير متناظر في التجاويف بين الأسافين.[6]
- عشروني الوجوه العظيم[الإنجليزية].

عرَّف جون كونوي العمليات المستعملة لإنشاء متعددات وجوه كبلر وبوانسو كما يأتي:
- التعظيم[ا]، رمزه g، وفيه يُحافظ على نوع الوجوه، ولكنها تُزاح إلى مستويات موازية لمستواها الابتدائي مع تغيير مقاساتها.
- الاستنجام[ب]، رمزه s، وفيه تُغيَّر بالوجوه المُخمَّسية نجومٌ مُخمَّسة مُحدَّبة.

ترتبط علاقة ثِنوية بين متعدد وجوه كبلر وبوانسو كما يأتي:
- ثنوي اثنا عشري الوجوه العظيم هو اثنا عشري الوجوه المستنجَم الصغير، وثنوي.
- ثنوي عشروني الوجوه العظيم هو اثنا عشري الوجوه المُستنجَم العظيم.

إما أن تكون وجوه هذه المتعددات نجمات خماسية أو أن تكون تشكيلة رؤوسها كذلك.
لمتعددات وجوه كبلر وبوانسو كلها تناظر عشروني الوجوه، حالها حال اثنا عشري الوجوه المنتظم وعشروني الوجوه المنتظم.

### مميزة أويلر

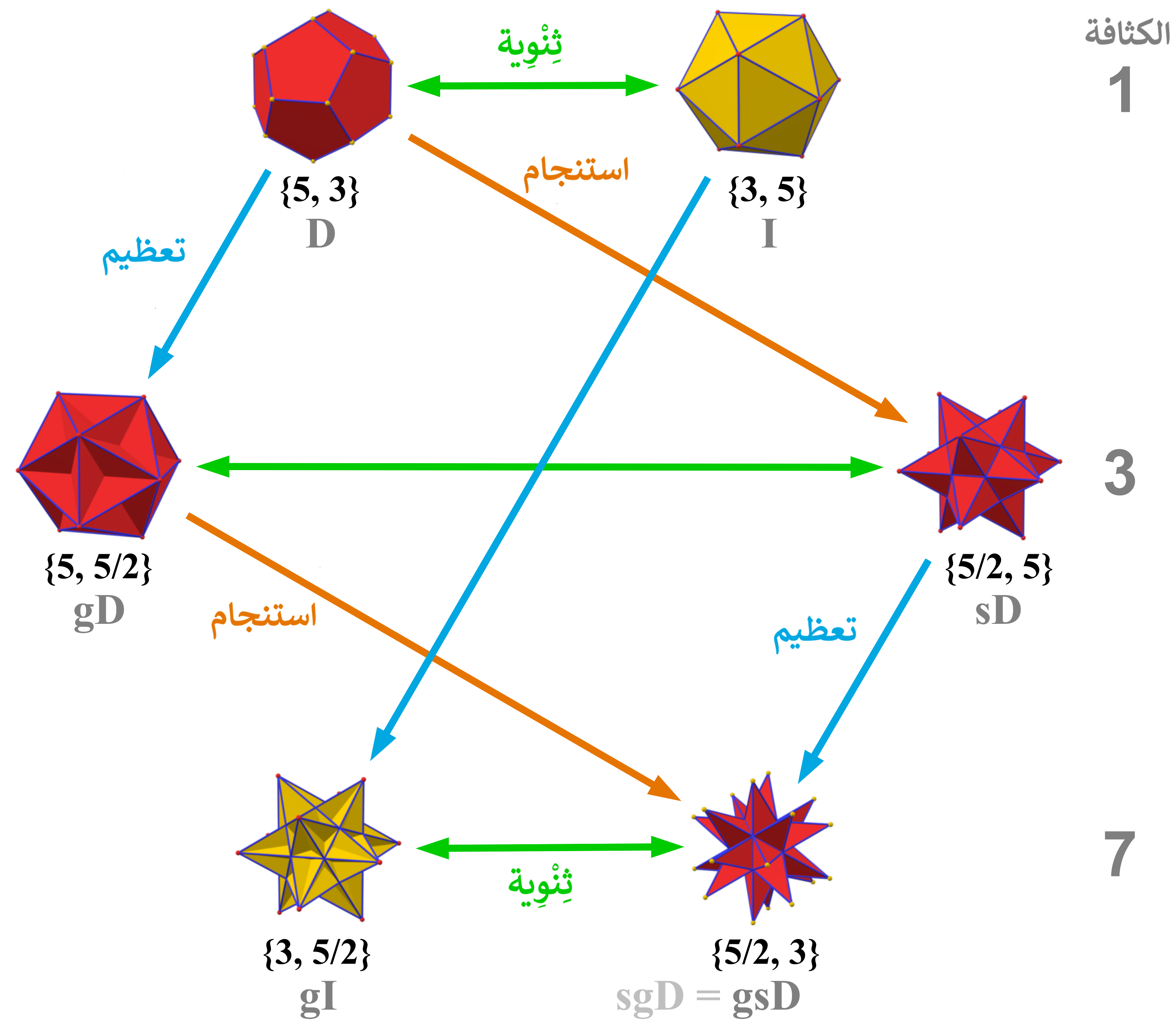
نظام كونوي للعلاقات بين 6 متعددات وجوه (مرتبة شاقوليًا حسب كثافة (متعدد أكناف)). يُمثِّل السهم الأخضر علاقة الثنوية، وهي علاقة تبادلية، أما السهم البرتقالي فيمثل الاستنجام، ويمثل الأزرق التعظيم.

يُغطي متعدد وجوه كبلر وبوانسو محطيه الكروي أكثر من مرة، وتؤدي مراكز الوجوه النجمية المُخمَّسة دور نقاط اللف، في حين تكون الرؤوس هي نقاط اللف في سائر الوجوه الأخرى. لذلك ليس بالضرورة أن تكون هذه المتعددات متكافئة طوبولوجيًا مع المجسمَّات الأفلاطونية، ولا تُستوفى مميزة أويلر دائمًا:
{\displaystyle \chi =V-E+F=2\ }
شدد لودفيغ شليفلي على أن χ يلزم أن تكون مساوية لـ 2 من أجل كل مُتعددات الوجوه، ولذلك لم يَعدَّ اثنا عشري الوجوه المُستنجَم الصغير واثنا عشري الوجوه العظيم ضمن متعددات الوجوه، ولكن هذا الرأي لم يكن مقبولًا على نطاقٍ واسع أبدًا.[بحاجة لمصدر]
اقترح آرثر كيلي صيغة مُعدَّلة لمميزة أويلر باستعمال كثافة ({\displaystyle D}) تشكيلات الرؤوس ({\displaystyle d_{v}}) والوجوه ({\displaystyle d_{f}})، وتصح هذه الصيغة لمتعددات الوجوه المُحدَّبة (وفيها تكون عوامل التصحيح مساوية للواحد) ولمتعددات وجوه كبلر وبوانسو:
{\displaystyle d_{v}V-E+d_{f}F=2D,}
وفقًا لهذا الحساب، فإن كثافة عشروني الوجوه العظيم واثنا عشري الوجوه المُستنجَم العظيم هي 7، وكثافة اثنا عشري الوجوه العظيم واثنا عشري الوجوه المُستنجَم الصغير هي 3.

### الثنوية ومضلعات بتري
متعددات وجوه كبلر وبوانسو زوجان من الثنويات. كل زوجان لهما مُضلَّع بِتري نفسه، أو بدقة أكبر، مضلعا بتري لهما الإسقاط ثنائي البعد نفسه.
تُظهر الصور التالية المركبان الثنويان اللذان يكون قطر حرف كرتهم المتوسطة نفسه، وتظهر هذه الصور أيضًا أن مضلعات بِتري متجانفة.
| حرف أفقي في المُقدِّمة                                                              | حرف شاقولي في المُقدِّمة                                                            | مُضلَّع بِتري                                                  |
| -------------------------------------------------------------------------------- | -------------------------------------------------------------------------------- | ---------------------------------------------------------- |
| اثنا عشري الوجوه المُستنجَم الصغير {\displaystyle \left\{{\frac {5}{2}},5\right\}} | اثنا عشري وجوه عظيم {\displaystyle \left\{5,{\frac {5}{2}}\right\}}              | مُسدَّس {\displaystyle \left\{{\frac {6}{1,3}}\right\}}       |
| عشروني الوجوه العظيم {\displaystyle \left\{3,{\frac {5}{2}}\right\}}             | اثنا عشري الوجوه المُستنجَم العظيم {\displaystyle \left\{{\frac {5}{2}},3\right\}} | مُعشَّر نجمي {\displaystyle \left\{{\frac {10}{3,5}}\right\}} |

| مُركَّبات اثنا عشري الوجوه المُستنجَم الصغير واثنا عشري الوجوه العظيم بمُسدسات بِتري. |

### مُلخَّص
| الاسم (اختصار كونوي)                         | الصورة | تبليط كروي | مخطط استنجام | شليفلي {p, q} وكوكستر ودنكين | الوجوه {p} | الحروف | الرؤوس {q} | شكل الرأس (التشكيلة) | مُضلَّع بِتري | χ  | الكثافة | التناظر | الثنوي                           |
| -------------------------------------------- | ------ | ---------- | ------------ | ---------------------------- | ---------- | ------ | ---------- | -------------------- | --------- | -- | ------- | ------- | -------------------------------- |
| اثنا عشري الوجوه العظيم (gD)                 |        |            |              | {5, 5/2} ·                   | 12 {5}     | 30     | 12 {5/2}   | (55)/2               | {6}       | −6 | 3       | Ih      | اثنا عشري الوجوه المُستنجَم الصغير |
| اثنا عشري الوجوه المُستنجَم الصغير (sD)        |        |            |              | {5/2, 5} ·                   | 12 {5/2}   | 30     | 12 {5}     | (5/2)5               | {6}       | −6 | 3       | Ih      | اثنا عشري الوجوه العظيم          |
| عشروني الوجوه العظيم (gI)                    |        |            |              | {3, 5/2} ·                   | 20 {3}     | 30     | 12 {5/2}   | (35)/2               | {10/3}    | 2  | 7       | Ih      | اثنا عشري الوجوه المُستنجَم العظيم |
| اثنا عشري الوجوه المُستنجَم العظيم (sgD = gsD) |        |            |              | {5/2, 3} ·                   | 12 {5/2}   | 30     | 20 {3}     | (5/2)3               | {10/3}    | 2  | 7       | Ih      | عشروني الوجوه العظيم             |

## نبذة تاريخية
كانت معظم متعددات وجوه كبلر وبوانسو، إن لم يكن كلها، معروفة قبل كِبْلر. يظهر اثنا عشري الوجوه المُستنجَم الصغير في لوحة مرصعَّة على أرضية كنيسة القديس مرقس في البندقية بإيطاليا، يُؤرَّخ هذا العمل بالقرن الخامس عشر الميلادي، ويُنسَب أحيانًا إلى باولو أُتشيلو.
رسم ونتزل يامنتزر اثنا عشري وجوه عظيم واثنا عشري الوجوه العظيم في كتابه منظور الأجسام المنتظمة المنشور سنة 1568م. ويبدو من سياق الكتاب أن يامنتزر عدَّ وجود خمسة مُجسَّمات منتظمة فقط هي المُجسَّمات الأفلاطونية.
يُوصَف اثنا عشري الوجوه المستنجَم الصغير واثنا عشري الوجوه المستنجم العظيم في بعض الأحيان بمتعددَي وجوه كِبْلر، لأن كِبْلر أول من لَحظ انتظامها قرابة سنة 1619م. وقد أنشأها باستنجام اثنا عشري وجوه منتظم، معامِلًا إياه على أنه سطح وليس مُجسَّمًا. لاحظ كبر أيضًا أنه بالإمكام الحصوص على مخمسات نجمية بتمديد حواف اثناعشري وجوه مُحدَّب أو وجوهه حتى تلتقي مجددًا، وهي هي الطريقة التي أنشأ بها متعددي الوجوه سالفي الذكر. وأخيرًا لحظ كِبْلر أيضًا أن هذه المتعدِّدات تستوفي تعريف الانتظام مع أنها ليست مُحدَّبة كما هو حال المُجسَّمات الأفلاطونية.
أعاد لوي بوانسو اكتشاف متعددات وجوه كِبلر سنة 1809م، جمَّع لوي متعددات وجوه مُحدَّبة حول حروف متعدد وجوه نجمي مخمس واكتشف متعددي وجوه نجميين منتظمتين أيضًا هما اثنا عشري الوجوه العظيم وعشروني الوجوه العظيم، لذلك تدعى المتعددات في بعض الأحيان بمتعدِدي وجوه بوانسو، لم يكن بوانسو متأكدًا من أنه اكتشف كل متعددات الوجوه النجمية المنتظمة أم لا، وهو ما عمله أوغستان كوشي بعد 3 سنوات بإثباته أن هذه القائمة مكتملة باستنجامه للمجسمات الأفلاطونية. ثم أثبت جوزيف بيرتران ذلك بطريقة أخرى سنة 1858م بوَيْجَهة المُجسَّمات الأفلاطونية. أطلق آرثر كيلي في السنة التالية اسم متعددات وجوه كبلر وبوانسو على هذه المتعددات، وهو الاسم الذي تُعرف به اليوم.

## معرض صور
نماذج ثلاثية الأبعاد
- اثنا عشري الوجوه المُستنجَم الصغير[الإنجليزية]
- اثنا عشري الوجوه العظيم[الإنجليزية]
- اثنا عشري الوجوه المُستنجَم العظيم[الإنجليزية]
- عشروني الوجوه العظيم[الإنجليزية]

صور متحركة

اثنا عشري الوجوه المُستنجَم الصغير
اثنا عشري الوجوه العظيم
اثنا عشري الوجوه المُستنجَم العظيم
عشروني الوجوه العظيم

أخرى

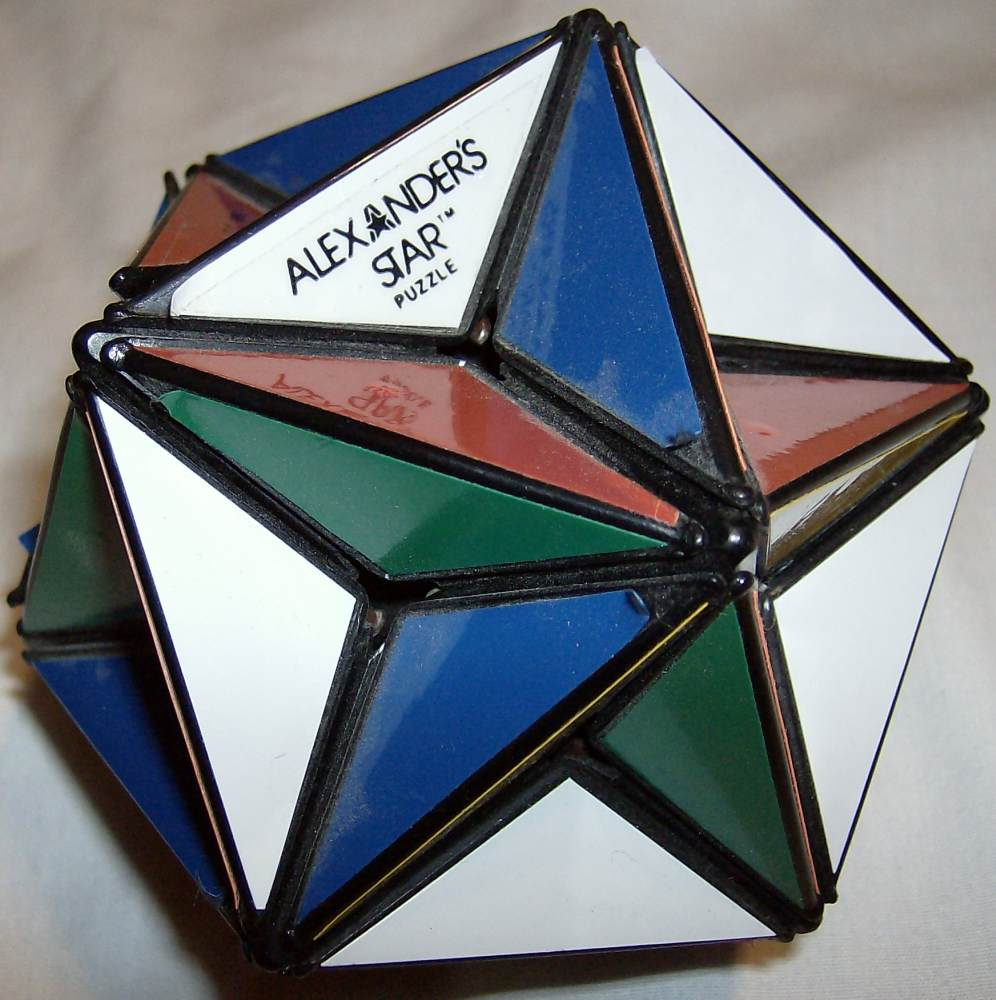
أحجية نجمة إسكندر[الإنجليزية]
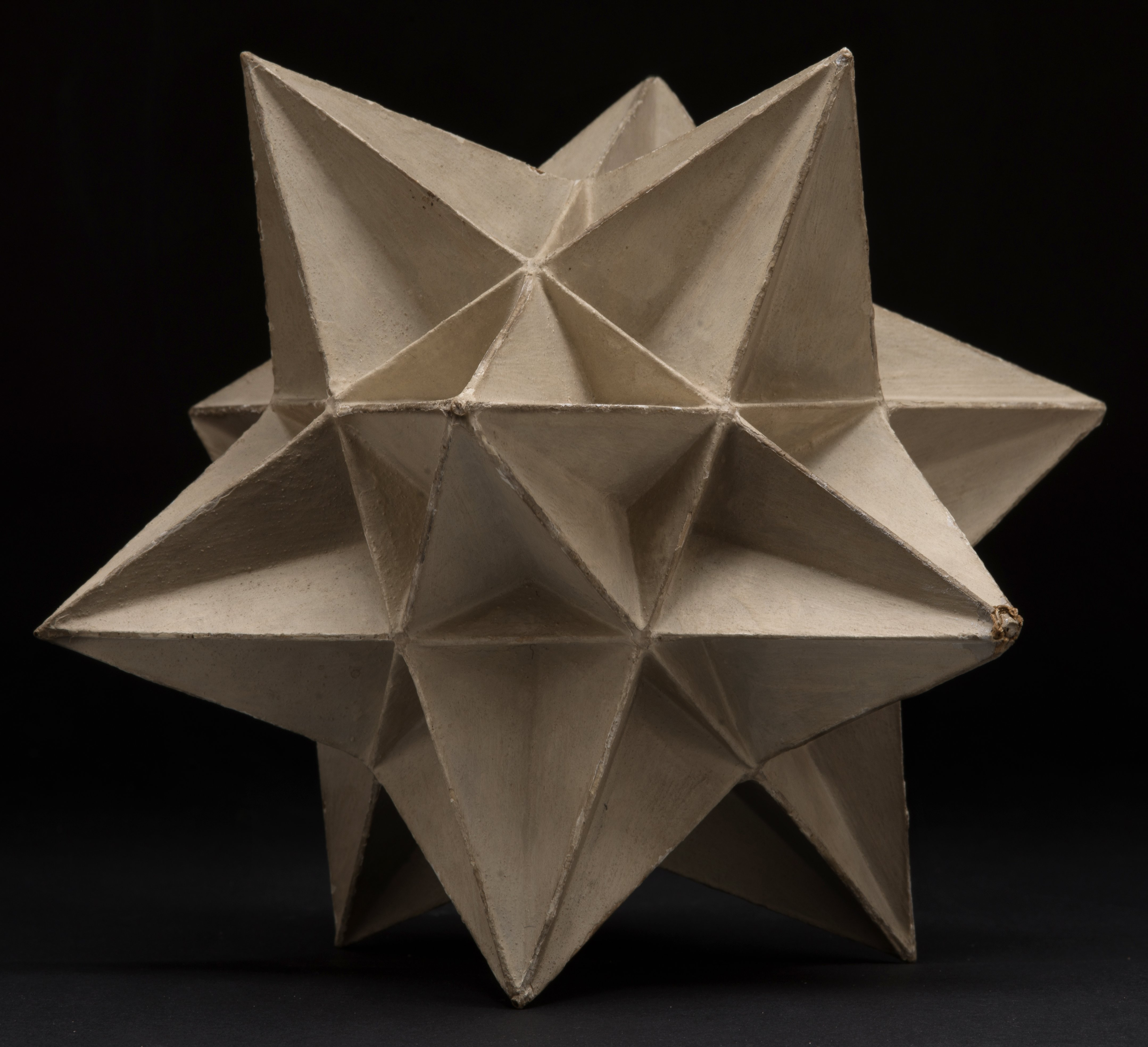
نموذج من الورق المقوَّى لعشريني وجوه عظيم محفوظ بجامعة توبنغن.

### فهرس الإحالات
بالإنجليزية
1. ↑  Coxeter (1989), p. 25-26.
2. 1 2  Barnes (2012), p. 46.
3. ↑  Kappraff (2001), p. 309.
4. ↑  Cromwell (1997), p. 265.
5. ↑  Inchbald (2006), p. 253-261.
6. ↑  Cromwell (1997), p. 267.
7. 1 2  Conway (2008), p. 405.
8. 1 2  Dubrovin (1999), p. 405.
9. ↑  Huylebrouck (2016), p. 263.
10. ↑  Barnes (2012), p. 47.
11. ↑  Coxeter (2013), p. 42.
12. ↑  [a] Scriba (2015), p. 305.
[b] Innocenzi (2019), p. 256-257.
13. ↑  Coxeter (1999), p. 11.
14. ↑  Cayley (1859), p. 123-128.

بالفرنسية
1. ↑  Poinsot (1810), p. 16.
2. ↑  Cauchy (1813), p. 68-86.
3. ↑  Bertrand (1858), p. 79-82, 117.

### بيانات المراجع كاملة
مقالات مُحكَّمة
بالإنجليزية
- Arthur Cayley (1859). "XIX. On Poinsot's four new regular solids". The London, Edinburgh and Dublin philosophical magazine and journal of science (بالإنجليزية). 17 (112): 123–128. DOI:10.1080/14786445908642635. ISSN:1941-5982. OCLC:7317625445. QID:Q135424751.
- H.S.M. Coxeter (1989). "Star polytopes and the Schläfli function f(α, β, γ)". Elemente der Mathematik (بالإنجليزية). 44 (2): 25–56. ISSN:0013-6018. OCLC:946378881. QID:Q135420199.
- Boris Dubrovin (1999). "Painlevé Transcendents in Two-Dimensional Topological Field Theory". The Painlevé Property: One Century Later. CRM Series in Mathematical Physics (بالإنجليزية): 287–412. DOI:10.1007/978-1-4612-1532-5_6. ISBN:978-0-387-98888-7. OCLC:7330397103. QID:Q135420917.
- Guy Inchbald (2006). "Facetting diagrams". The Mathematical Gazette (بالإنجليزية). 90 (518): 253–261. DOI:10.1017/S0025557200179653. ISSN:0025-5572. JSTOR:40378613. OCLC:9988276744. S2CID:233358800. QID:Q134982693.
- H. S. M. Coxeter (2013). "Regular and semiregular polyhedra". Shaping Space: Exploring Polyhedra in Nature, Art, and the Geometrical Imagination (بالإنجليزية): 41–52. DOI:10.1007/978-0-387-92714-5_3. ISBN:978-0-387-92713-8. OCLC:5660844397. QID:Q135422445.
- Dirk Huylebrouck (2016). "Euler-Cayley Formula for 'Unusual' Polyhedra". Bridges Finland 2016: Mathematics, Music, Art, Architecture, Education, Culture (بالإنجليزية): 263–268. ISBN:978-1-938664-19-9. QID:Q135422422.

بالفرنسية
- Louis Poinsot (1810). "Memoire sur les polygones et polyèdres". Journal de l'École polytechnique (بالفرنسية). 9: 16–48. OCLC:41605427. QID:Q135422983.
- Augustin Louis Cauchy (1813). "Recherches sur les polyèdres: Mémoire I". Journal de l'École polytechnique (بالفرنسية). 9 (19): 66–86. OCLC:834291404. QID:Q129852279.
- Joseph Bertrand (1858). "Note sur la théorie des polyèdres réguliers". Comptes rendus de l’Académie des sciences (بالفرنسية). 46: 79–116. ISSN:0249-6321. QID:Q135422470.

كتب
- H. S. M. Coxeter; P. Du Val; H. T. Flather; J. F. Petrie (1982). The Fifty-Nine Icosahedra (بالإنجليزية). New York: Springer New York. DOI:10.1007/978-1-4613-8216-4. ISBN:978-1-4613-8216-4. MR:0676126. OCLC:840282841. QID:Q56417553.
- Peter R. Cromwell (1997). Polyhedra: one of the most charming chapters of geometry (بالإنجليزية). Cambridge: Cambridge University Press. ISBN:978-0-521-55432-9. LCCN:96009420. MR:1458063. OCLC:5894556930. QID:Q134888807.
- Jay Kappraff (2001). Connections: the geometric bridge between art and science. K et E series on knots and everything (25) (بالإنجليزية) (2nd ed.). Singapore Island: World Scientific. DOI:10.1142/4668. ISBN:978-981-281-139-4. OCLC:1012725063. QID:Q135420305.
- John H. Conway; Heidi Burgiel; Chaim Goodman-Strauss (2008). The symmetries of things (بالإنجليزية). Wellesley: A K Peters, Ltd. ISBN:978-1-56881-220-5. OCLC:181862605. QID:Q135420514.
- John Barnes (2012). Gems of Geometry (بالإنجليزية) (2nd ed.). Berlin: Springer Science+Business Media. DOI:10.1007/978-3-642-30964-9. ISBN:978-3-642-30963-2. OCLC:863938764. QID:Q135420296.
- Christoph Scriba; Peter Schreiber (2015). 5000 years of geometry: Mathematics in history and culture (بالإنجليزية). Basel: Birkhäuser. DOI:10.1007/978-3-0348-0898-9. ISBN:978-3-0348-0898-9. OCLC:908030600. QID:Q135422639.
- Plinio Innocenzi (2019). The Innovators Behind Leonardo: The True Story of the Scientific and Technological Renaissance (بالإنجليزية). Cham: Springer Science+Business Media. DOI:10.1007/978-3-319-90449-8. ISBN:978-3-319-90449-8. OCLC:1042329322. QID:Q135422509.

## وصلات خارجية
- متعددات وجوه كبلر وبوانسو في موسوعة عالم الرياضيات.
- استعراض ثلاثي الأبعاد لمتعددات وجوه كبلر وبوانسو.
- الاستنجام والوَيْجهة، تاريخ مُختصَر مقالة عن العمليات المستعملة في إنشاء متعددات وجوه كبلر وبوانسو.